# 逃出生天
《逃出生天》（英語：Out of Inferno）是一部於2013年上映的華語3D電影，由中國大陸及香港合作製作，彭氏兄弟執導，劉青雲、古天樂、陳思誠、李心潔及唐詩詠主演，於9月30日在中國大陸上映，在香港於10月3日上映。

## 劇情
阿強（古天樂飾）於3年前離開消防部隊，白手興家發展消防警報系統事業，今日，為其公司資產值衝破10億元的祝捷會，可惜，突如其來的閃燃，在全無預警下，爆發特大火災！原本一場衣香鬢影、興高采烈的派對，頃刻變成恐慌大逃亡。
在煙囪效應下，引發各層連環起火，爆發困獸式火災，阿強和一般災民無處可逃，看著有人當場葬身火海，重燃埋藏在心中多年的救人熱情，決定領人向上而逃至隔火層待救！阿強更驚見嫂子思樂（李心潔飾）同處險地，他要設法保護這位親人。此時，阿強打出一個早已在人生中刪掉的號碼，聯絡一個不想再見面的兄長大軍（劉青雲飾）。
大軍──消防特勤隊大隊長，接報趕到現場展開救援行動，惟在大廈內的阿強手無寸鐵，他只好帶同一眾災民與時間賭一場，自尋生路，他們衝破如魔獸般的濃煙，到達隔火層，等待大軍儘快趕上來營救！
兩兄弟相遇，展開漫長抗火逃生之旅！未幾，整個地板下陷，阿強與大軍雙雙下墮，外頭的撲救工作從早進入黑夜，大廈電機房終於超出負苛爆炸，整棟大廈進入徹底漆黑，阿強發現電梯槽積水，兩兄弟決定潛水打開最底層的門，讓大量水流衝掉大堂的大火，讓眾人逃生，電梯快要下墜，眾人同心合力，以找來巨大鐵櫃為兩人阻擋，最後大爆炸，天花下塌，地面大堂爆出大團濃煙，眾人引頸以待……

## 演員
| 演員   | 角色                                       |
| 劉青雲 | 大軍，消防大隊長                           |
| 古天樂 | 阿強，本為消防系統的公司老闆，亦是前消防員 |
| 陳思誠 | 李健樂，婦產科醫生                         |
| 李心潔 | 思樂，大軍老婆，懷孕但流產                 |
| 唐詩詠 | 冰冰，阿強的未婚妻                         |
| 馬德鐘 | 劉挺，消防總隊長，大軍上司                 |
| 張兆輝 | 阿信                                       |
| 李馨巧 | 琳琳，阿信和美美的女兒                     |
| 金巧巧 | 美美，阿信的老婆                           |
| 許绍雄 | 孫老板                                     |
| 馬浴柯 | 阿浩                                       |
| 臧金生 | 寶強父親                                   |
| 小 肥  | 寶強，大廈保安員                           |
| 徐佳琦 | Mandy                                      |
| 張 馳  |                                            |
| 黃素歡 | 災民媽媽                                   |
| 劉 永  | 陳總                                       |

## 製作
《逃出生天3D》在2012年8月於泰國曼谷舉行開機儀式，先後在泰國和廣州取景。
本電影全片從編寫劇本到拍攝完畢共用了3年時間，導演彭順表示拍攝過程中“使用了十多二十部消防車協助營造場面，及封鎖了一條繁忙的道路給我們進行拍攝”，醫療部門也派出救護車和醫護人員到場，加上武警，共近百餘名專業人士有份參與影片拍攝。劉青雲表示這次拍攝感覺很特別形容“这次拍摄组合乃联合国班底，包括中、港、马、泰及美国演员”，過程中使用真火拍攝，並且聘請了一位立體調較師，調較電影中景深的距離及立體效果；攝影指導潘耀明表示為因為《逃出生天》拍攝使用真火，因此在保護功夫要很足夠，所以相對二維電影，《逃出生天》“動用了超過3倍的器材、設備及時間”。

## 票房

### 香港
首週票房冠軍，4天票房812萬港元，首週票房加上優先場後已經將近千萬港元。次週票房榜亞軍收652萬港元，至2013年10月20日累積票房為1957萬港元，是彭氏兄弟在香港最佳的電影票房成績(超過了《風雲2》和《鬼域》)。

### 中國大陸
首周累積票房9,200萬人民幣，為該周票房亞軍；次周為該周票房榜第五名，收3,100萬人民幣；第3周位列該周票房榜第六名，收812萬人民幣，至2013年10月20日，累積票房為1.31億人民幣。

### 台灣
《逃出生天》在台灣有25個廳上映，但是台北首周票房只有29萬台幣，沒有進入票房十大。
| 上一届： 《被偷走的那五年》 | 2013年香港一週票房冠軍 第39周（9月30日－10月6日） | 下一届： 《引力邊緣》 |

## 獎項
| 頒獎典禮         | 獎項     | 名字     | 結果 |
| ---------------- | -------- | -------- | ---- |
| 北京大學生電影節 | 最佳影片 | 逃出生天 | 提名 |